# Robert Bigelow
Robert Thomas Bigelow (sinh ngày 12 tháng 5 năm 1944) là doanh nhân người Mỹ, chủ sở hữu Budget Suites of America và là nhà sáng lập Bigelow Aerospace. Ông từng cung cấp sự hỗ trợ tài chính cho các cuộc điều tra về UFO và đề tài cận tâm lý, bao gồm cả hiện tượng tiếp nối ý thức sau khi chết.

## Thân thế và học vấn
Bigelow quê quán ở Las Vegas, Nevada, theo học Trường Tiểu học Highland và lần đầu tiên tiếp xúc với khoa học thông qua một số cuộc thử nghiệm vũ khí hạt nhân được tiến hành tại Khu vực An ninh Quốc gia Nevada, cách thành phố Las Vegas khoảng 70 dặm (100 km) về phía tây bắc. Năm 1962,  ông trúng tuyển vào Đại học Nevada, Reno theo học chuyên ngành ngân hàng và bất động sản, và tốt nghiệp Đại học Tiểu bang Arizona vào năm 1967.

## Sự nghiệp

### Bất động sản
Từ cuối thập niên 1960 cho đến thập niên 1990s, Bigelow góp phần phát triển loại hình khách sạn, nhà nghỉ và căn hộ bất động sản thương mại.
Ông còn là chủ sở hữu chuỗi căn hộ lưu trú dài ngày mang tên Budget Suites of America được thành lập vào năm 1987. Chuỗi này nhằm phục vụ du khách tiết kiệm cần lưu trú trong thời gian dài. Phòng của Budget Suites of America chủ yếu là phòng suite có bếp đầy đủ tiện nghi. Budget Suites sở hữu ba khách sạn ở Phoenix, Arizona; năm khách sạn ở Las Vegas, Nevada; mười khách sạn ở Dallas, Texas; và một khách sạn ở San Antonio, Texas.

### Hàng không vũ trụ
Năm 1999, Bigelow lập nên công ty Bigelow Aerospace. Ông từng thổ lộ rằng mình có kế hoạch bỏ ra tới 500 triệu đô la nhằm phát triển trạm vũ trụ thương mại đầu tiên với mục tiêu là trạm này sẽ tốn 33% trong số 1,5 tỷ đô la mà NASA chi cho sứ mệnh tàu con thoi duy nhất. Bigelow Aerospace cho phóng hai mô-đun không gian thử nghiệm gọi là Genesis I vào năm 2006 và Genesis II vào năm 2007, và lên kế hoạch tạo ra môi trường sống trong không gian với quy mô hoàn chỉnh dùng làm khách sạn quỹ đạo, phòng thí nghiệm nghiên cứu và nhà máy.
Năm 2013, Bigelow cho biết lý do ông tham gia vào lĩnh vực kinh doanh bất động sản thương mại là để có được nguồn lực cần thiết nhằm đủ khả năng tài trợ cho một nhóm phát triển điểm đến trong không gian. Tháng 10 năm 2017, Bigelow thông báo rằng ông dự định lên kế hoạch đưa "khách sạn không gian" có thể bơm phồng bay lên quỹ đạo vào năm 2022. Kế hoạch này là một phần trong mối quan hệ đối tác với hãng United Launch Alliance, và dự án này ước tính có tổng chi phí là 2,3 tỷ đô la. Chi phí cho 3 ngày lưu trú tại khách sạn không gian này ước tính là 5 triệu đô la.
Tháng 4 năm 2016, mô-đun BEAM của Bigelow được phóng lên Trạm Vũ trụ Quốc tế trong sứ mệnh tiếp tế hàng hóa lần thứ tám của SpaceX. Tháng 3 năm 2020, Bigelow Aerospace đã sa thải toàn bộ 88 nhân viên và dừng hoạt động sau hơn 20 năm kinh doanh, động thái này vốn là một phần là do đại dịch COVID-19 gây ra. Tháng 3 năm 2021, Bigelow đệ đơn kiện NASA đòi bồi thường 1,05 triệu đô la với lời cáo buộc ông không được trả tiền theo hợp đồng thử nghiệm và phát triển sản phẩm.

### Nghiên cứu dị thường
Năm 1995, Bigelow sáng lập Viện Khoa học Khám phá Quốc gia nhằm mục đích tài trợ cho việc nghiên cứu và học hỏi nhiều ngành khoa học ngoài lề và đề tài huyền bí, đáng chú ý nhất là UFO học. Tổ chức này từng nghiên cứu hiện tượng cắt xẻo gia súc và báo cáo phi thuyền hình tam giác đen, cuối cùng gán loại phi thuyền này cho máy bay tiên tiến bí mật do phía quân đội vận hành. Viện này bị giải thể vào năm 2004.
Năm 1996, Bigelow đã bỏ ra số tiền lên tới 200.000 đô la mua một trang trại chăn nuôi mang tên Trang trại Skinwalker rộng 512 mẫu Anh (205 ha), tọa lạc ở bang Utah vốn là nơi bị nhiều người nghi ngờ có những hiện tượng huyền bí, chẳng hạn như sinh vật biến hình liên chiều. Năm 2016, Bigelow bán lại trang trại này cho Brandon Fugal với giá 4 triệu đô la.
Tháng 12 năm 2017, tờ New York Times đưa tin Bigelow thúc giục Thượng nghị sĩ Harry Reid khởi xướng nên cái gọi là Chương trình Nhận dạng Hiểm họa Hàng không Vũ trụ Tiên tiến, hoạt động nghiên cứu của chính phủ được tiến hành từ năm 2007 đến năm 2012 với nhiệm vụ nghiên cứu UFO. Theo tờ New York Times, Bigelow cho biết ông "hoàn toàn tin tưởng" rằng sự sống ngoài Trái Đất thực sự tồn tại và người ngoài hành tinh từng viếng thăm Trái Đất.

### Nghiên cứu ý thức
Tháng 6 năm 2020, Bigelow đứng ra thành lập Viện Nghiên cứu Ý thức Bigelow (BICS) nhằm trợ giúp việc điều tra về sự sống sau khi chết. Tháng 1 năm 2021, viện này trao giải thưởng trị giá 1 triệu đô la nhằm kêu gọi những bài tiểu luận biện minh về khả năng tồn tại sự sống sau khi chết. Viện đã trao giải nhất trị giá 500.000 đô la Mỹ dành cho Jeffrey Mishlove, giải nhì thuộc về Pim van Lommel, và giải ba thuộc về Leo Ruickbie.

## Đời tư
Ngày 4 tháng 2 năm 1965, ông kết hôn với Diane Mona Grammy (9 tháng 4 năm 1947 – 19 tháng 2 năm 2020) quê quán ở Camden, New Jersey.
Họ có với nhau hai người con tên là Robert Michael "Bobby" Bigelow và Rod Lee Bigelow. Năm 1992, Rod Lee Bigelow tự sát ở tuổi 24. Năm 2011, cháu trai của Robert Bigelow tên gọi Rod Lee Bigelow II đã tự tử vì nghiện ma túy.
Diane Bigelow qua đời vào ngày 19 tháng 2 năm 2020 vì hội chứng rối loạn sinh tủy (MDS) và bệnh bạch cầu tủy cấp tính (AML).